# Węgorzyno (gmina)
Węgorzyno est une gmina mixte du powiat de Łobez, Poméranie occidentale, dans le nord-ouest de la Pologne. Son siège est la ville de Węgorzyno, qui se situe environ 12 km au sud de Łobez et 67 km à l'est de la capitale régionale Szczecin.
La gmina couvre une superficie de 256,19 km2 pour une population de 7 105 habitants en 2016.

## Géographie
Outre la ville de Węgorzyno, la gmina inclut les villages de Brzeźniak, Chwarstno, Cieszyno, Kraśnik Łobeski, Lesięcin, Mielno, Mieszewo, Podlipce, Przytoń, Runowo, Sarnikierz, Sielsko, Stare Węgorzynko, Sulice, Trzebawie, Wiewiecko, Winniki et Zwierzynek.
La gmina borde les gminy de Chociwel, Dobra, Drawsko Pomorskie, Ińsko, Łobez et Radowo Małe.
La rivière Ukleja, affluent du fleuve Rega, y prend sa source.